# Kecamatan Kota Barat
Kecamatan Kota Barat är ett distrikt i Indonesien.   Det ligger i provinsen Gorontalo, i den nordöstra delen av landet, 1 900 km öster om huvudstaden Jakarta.